# Hamish Schreurs
Hamish Schreurs (Christchurch, 23 januari 1994) is een Nieuw-Zeelands baan- en wegwielrenner die anno 2018 rijdt voor Israel Cycling Academy.

## Carrière
Vanaf 27 juli 2016 was Schreurs stagiair bij Etixx-Quick Step. Echter, in de RideLondon Classic kwam hij ten val waardoor zijn seizoen ten einde was. Zijn stageperiode werd beëindigd, waarna František Sisr de vrijgekomen plek innam.
In 2017 werd Schreurs prof bij Israel Cycling Academy.

## Baanwielrennen

### Palmares
| Jaar     | N-ZK                             | OK       | WK                   | Overig   |
| Junioren | Junioren                         | Junioren | Junioren             | Junioren |
| -------- | -------------------------------- | -------- | -------------------- | -------- |
| 2012     |                                  |          | Ploegenachtervolging |          |
| Elite    |                                  |          |                      |          |
| 2013     | Teamsprint, Ploegenachtervolging |          |                      |          |

## Wegwielrennen

### Overwinningen
2015
 Nieuw-Zeelands kampioen op de weg, Beloften
2016
 Nieuw-Zeelands kampioen op de weg, Beloften
Proloog en 3e etappe Carpathian Couriers Race
Eind- en puntenklassement Carpathian Couriers Race
Jongerenklassement Ronde van Slowakije

## Ploegen
- 2014 –  Veranclassic-Doltcini
- 2016 –  Klein Constantia
- 2016 –  Etixx-Quick Step (stagiair van 27-7 tot 31-7)
- 2017 –  Israel Cycling Academy
- 2018 –  Israel Cycling Academy

Bacquet · Bekaert · Brambilla · Devillers · Dewortelaer · Džervus · Flahaut · Gardeyn · Gaudy · Goovaerts · Karwowski · Mol · Ottema · Rigaux · Rosseler · Schoonbroodt · Stallaert · Takenouchi · Van Coppernolle · Vandewiele · Verwaest · Weber · Bossuyt (stagiair) · Soenens (stagiair)
Bico · Bokeloh · Cavagna · García · Kasperkiewicz · Lehky · Mas · Molly · Narváez · Schachmann · Schlegel · Schreurs · Sisr · Lecroq (stagiair)
Alaphilippe · Boonen · Bouet · Brambilla · Contreras · de la Cruz · De Plus · Gaviria · Jungels · Keisse · Kittel · Lampaert · Maes · D. Martin · T. Martin   · Martinelli · Meersman · Richeze · Sabatini · Serry · Štybar · Terpstra · Trentin · Vakoč · Vandenbergh · Van Keirsbulck · Velits · Vermote · Verona · Wiśniowski · Costa (stagiair) · García (stagiair) · Sisr (stagiair)
Boivin · Craven · Dempster · Díaz · Goldstein · Lemus · Lowndes · Neilands · Perry · Räim · Sagiv · Schreurs · Turek · Williams · van Winden · Yechezkel · Einhorn (stagiair) · Niv (stagiair) · Sessler (stagiair)
Ávila · Boivin · Dempster · Díaz · Earle · Enger · Gebremedhin · O. Goldstein · R. Goldstein · Hermans · Jensen · Lemus · Neilands · Niv · Perry · Plaza · Räim · Sagiv · Sbaragli · Schreurs · Turek · Williams · van Winden · Yechezkel